# 施元徵
施元徵（？—？），字泰先，號旷如，南直隶常州府無錫縣人。明末政治人物。

## 生平
万历四十七年（1619年）成己未科第三甲進士，授台州府推官，崇禎初，官南京國子監助教，上击璫荐贤二疏，进副职方郎，摄督捕，领十八营，有警备功，迁武选正郎，擢湖广臬副。内艰归，起福建副使兼右参议，会海寇肆掠，有前锋曾旺者，短而悍。元徵授计海防刘某，生得之，随分兵三路蹙之后，以一军截归路，贼穷乞命，乃戮其渠四十六人，馀放免，首尾仅七日，贼平民安堵，时称奇绩。十六年癸未入都，中流言下狱，事白还原官，将补用而京城陷，遂归不复出。元徵受学高忠宪攀龙，人谓不愧其师，祀道南。